# 鍊狀遠環蚓
鍊狀遠環蚓（学名：Amynthas catenus）为巨蚓科遠環蚓屬下的一个种。